# Burger King (mascotte)
Burger King, anche abbreviato King e The King, è la mascotte ufficiale dell'omonima catena di fast food e multinazionale statunitense. Il personaggio ha cambiato aspetto più volte. Nella sua versione più recente, si presenta come un monarca sorridente dalla grande testa che indossa una veste rossa e dorata, gioielli e una corona con il logo della Burger King.

## Storia
Burger King venne creato durante la metà degli anni cinquanta dopo la fondazione della catena di ristoranti. All'epoca il personaggio era più robusto, aveva una testa di dimensioni normali, un abito rosso e pantaloni blu. Negli spot pubblicitari animati della Burger King pubblicati tra la fine degli anni sessanta e la metà degli anni settanta, la mascotte era più basso, caricaturale e stilizzato, con un grande naso e un abito giallo. Dal 1976 al 1989, Burger King era impersonato dall'attore Dick Gjonola vestito come un re con un abito rosso in stile Tudor e intento a intrattenere i bambini con dei numeri di magia negli spot in cui compariva.
Nel 2004, la Crispin Porter + Bogusky, l'azienda pubblicitaria della Burger King, inaugurò il restyling definitivo alla mascotte, che aveva adesso una testa molto più grande e in plastica, ispirata a un vecchio gadget promozionale della catena. Il personaggio comparve in alcuni spot pubblicitari e videogiochi del periodo. Stando alla rivista Advertising Age, il re fu uno dei maggiori successi di marketing del decennio. Nel 2010 avvenne una tournée promozionale, intitolata King of the Road, nel corso della quale Burger King fece tappa in diverse città americane.
A dispetto dei riscontri positivi che riceveva, il personaggio era da molti giudicato disturbante e veniva soprannominato The Creepy King (lett. "il re che fa accapponare la pelle"). Stando a quanto documenta Josh Kobza, il direttore finanziario della multinazionale, «spaventava donne e bambini». Proprio per tali ragioni, nel 2011, l'azienda annunciò pubblicamente di aver abbandonato tale mascotte. Nonostante questo, il personaggio fece sporadiche comparse negli anni seguenti. Nel 2015 la catena decise di riutilizzarlo in uno spot dei suoi nugget di pollo e nel celebre scontro di pugilato Floyd Mayweather Jr. vs. Manny Pacquiao. Apparve anche al Met Gala del 2019.

## Videogiochi
Burger King compare in diversi videogiochi del 2006. È un cameo nel gioco di pugilato Fight Night Round 3 e gli sono stati dedicati interi advergame quali Pocketbike Racer, Big Bumpin' e Sneak King. Nel 2007 venne annunciata la sua ricomparsa in vari giochi per cellulare sviluppati dalla Mobliss.